# Emil Elsässer
Emil Elsässer (* 26. Dezember 1846 in Kirchberg; † 25. Januar 1924 ebenda) war ein konservativer Schweizer Politiker und Unternehmer.

## Leben
Emil Elsässer wurde am 26. Dezember 1846 als Sohn des Gutsbesitzers Johannes Elsässer in Kirchberg geboren. Nach dem Besuch der Kantonsschule in Bern und einem abgebrochenen Medizinstudium gründete Elsässer 1871 mit seinem Bruder Alexander und mit Ferdinand Oberholzer-Elsässer die mechanische Weberei Oberholzer & Elsässer, die ab 1892 den Namen Gebrüder Elsässer trug. Die Firma war bekannt für die fortschrittliche soziale Haltung der Inhaber.
Emil Elsässer, der mit Elisabeth, geborene Ryser, verheiratet war, verstarb am 25. Jänner 1924 im Alter von 77 Jahren in Kirchberg.

## Politik
Emil Elsässer war zunächst in den Jahren 1883 bis 1885 im Verfassungsrat vertreten. Danach gehörte der konservativ gesinnte Elsässer von 1886 bis 1889 als Mitglied der Bernischen Volkspartei dem Grossen Rat des Kantons Bern an. Im Anschluss amtierte er bis 1890 als Gemeindepräsident von Kirchberg. Nach den Parlamentswahlen 1887 gehörte er bis 1890 dem Nationalrat an. Beim Tessiner Putsch 1890 unterstützte er die Tessiner Konservativen.